# Agroscope
Agroscope ist das Kompetenzzentrum des Bundes für landwirtschaftliche Forschung und ist dem Bundesamt für Landwirtschaft (BLW) angegliedert. Agroscope leistet einen bedeutenden Beitrag für eine nachhaltige Land- und Ernährungswirtschaft sowie eine intakte Umwelt und trägt damit zur Verbesserung der Lebensqualität bei.
Die Forschung erfolgt entlang der gesamten Wertschöpfungskette der Land- und Ernährungswirtschaft. Ziele sind eine wettbewerbsfähige und multifunktionale Landwirtschaft, hochwertige Lebensmittel für eine gesunde Ernährung sowie eine intakte Umwelt. Dabei richtet sich die Forschungsanstalt auf die Bedürfnisse ihrer Leistungsempfänger aus.

## Ziele
Das Forschungsgebiet bewegt sich entlang der gesamten Wertschöpfungskette der Land- und Ernährungswirtschaft. Ziele sind eine wettbewerbsfähige und multifunktionale Landwirtschaft, hochwertige Lebensmittel für eine gesunde Ernährung sowie eine intakte Umwelt. Dabei richtet sich die Forschungsanstalt auf die Bedürfnisse ihrer Leistungsempfänger aus.

## Organisation
Am 1. Januar 2014 wurden alle eidgenössischen landwirtschaftlichen Forschungsanstalten der Schweiz unter dem Namen Agroscope zusammengefasst. Agroscope wurde so zum Kompetenzzentrum des Bundes für die Forschung in der Land- und Ernährungswirtschaft. Zunächst entstanden vier Institute unter einer Leitung. Ein Agroscope-Rat wurde geschaffen, der für die strategische Ausrichtung zuständig ist.
Bis Ende 2016 gab es vier Institute:
- Institut für Pflanzenbauwissenschaften IPB: Die Forschungsarbeiten des IPB war auf eine vielfältige Pflanzenproduktion mit angepassten Pflanzensorten und widerstandsfähigen Anbausystemen ausgerichtet.
- Institut für Nutztierwissenschaften INT: Im Zentrum der Arbeiten des INT stand neben der artgerechten Haltung der Tiere die nachhaltige und konkurrenzfähige Erzeugung von Milch, Fleisch und Bienenprodukten als Basis für gesunde, sichere und erstklassige Lebensmittel.
- Institut für Lebensmittelwissenschaften ILM: Das ILM untersuchte natürliche Lebensmittel und gewisse Inhaltsstoffe in Bezug auf ihren Nutzen für die Gesundheit.
- Institut für Nachhaltigkeitswissenschaften INH: Der Schwerpunkt der Arbeiten am INH lag in der Entwicklung und Bewertung nachhaltiger landwirtschaftlicher Produktionssysteme in Bezug auf das Klima und eine nachhaltige Nutzung der Ressourcen. Ebenso sollte ein vielfältiger urbaner Raum im Unterland und in den Bergzonen angestrebt werden. Das Institut koordinierte überdies die Forschung in der biologischen Landwirtschaft und förderte eine multifunktionale und konkurrenzfähige Landwirtschaft, welche die Umwelt respektvoll behandelt.

Die Reform wurde 2016 weitergeführt, die Struktur von Agroscope vereinfacht. Seit 1. Januar 2017 besteht Agroscope aus drei Kompetenzbereichen für Forschungstechnologie und Wissensaustausch, sieben strategischen Forschungsbereichen sowie der Einheit Ressourcen. Standorte sind Avenches (Schweizer Nationalgestüt SNG), Breitenhof (Steinobstzentrum), Cadenazzo, Changins, Conthey, Güttingen (Versuchsbetrieb für Obstbau), Liebefeld, Posieux, Pully, Reckenholz, Tänikon und Wädenswil. Die Umsetzung der neuen Standortstrategie ist gestartet: Künftig wird Agroscope aus einem zentralen Forschungscampus in Posieux (FR), aus je einem Forschungszentrum in Changins (VD) und Reckenholz (ZH) sowie aus dezentralen Versuchsstationen bestehen.
Die Kompetenzbereiche sind:
- Tiere, tierische Produkte und Schweizer Nationalgestüt
- Pflanzen und pflanzliche Produkte
- Methodenentwicklung und Analytik

Strategische Forschungsbereiche sind:
- Pflanzenzüchtung
- Produktionssysteme Pflanzen
- Pflanzenschutz
- Produktionssysteme Tiere und Tiergesundheit
- Mikrobielle Systeme von Lebensmitteln
- Agrarökologie und Umwelt
- Nachhaltigkeitsbewertung und Agrarmanagement

Das Arbeitsprogramm 2022–2025 umfasst über 100 Projekte und setzt sechs Schwerpunkte. Zu jedem Schwerpunkt gibt es strategische Forschungsfelder (SFF):
- Schwerpunkt: Landwirtschaft im Klimawandel
  - SFF: Ressourceneffiziente und standortangepasste Anbaumethoden und Produktionssysteme für den Ackerbau und die Spezialkulturen entwickeln
  - SFF: Resiliente und marktfähige Sorten züchten und testen für eine nachhaltige, leistungsfähige Produktion und höchste Qualitätsansprüche
  - SFF: Nachhaltigkeit, Stoffflüsse und Umweltwirkungen der Landwirtschaft bewerten und Verbesserungsmöglichkeiten aufzeigen
  - SFF: Die Landwirtschaft für den Klimawandel fit machen und ihren Beitrag zum Klimawandel vermindern
- Schwerpunkt: Schutz der natürlichen Ressourcen
  - SFF: Mikrobiome für die Land- und Ernährungswirtschaft erforschen, verstehen und nutzbar machen
  - SFF: Nachhaltigkeit, Stoffflüsse und Umweltwirkungen der Landwirtschaft bewerten und Verbesserungsmöglichkeiten aufzeigen
  - SFF: Bodenfunktionen erhalten und den Boden nachhaltig und standortgerecht nutzen
  - SFF: Vielfalt der Arten und Lebensräume der Agrarlandschaft fördern und nutzen
  - SFF: Die Landwirtschaft für den Klimawandel fit machen und ihren Beitrag zum Klimawandel vermindern
- Schwerpunkt: Agrarökologische Produktionssysteme
  - SFF: Ressourceneffiziente und standortangepasste Anbaumethoden und Produktionssysteme für den Ackerbau und die Spezialkulturen entwickeln
  - SFF: Resiliente und marktfähige Sorten züchten und testen für eine nachhaltige, leistungsfähige Produktion und höchste Qualitätsansprüche
  - SFF: Nachhaltigen, risikoarmen Pflanzenschutz entwickeln
  - SFF: Mehrwert durch Digitalisierung und datenbasierte Entscheidungen schaffen
  - SFF: Wettbewerbskraft und Nachhaltigkeit von Betriebs- und Marktstrukturen aufzeigen
  - SFF: Nachhaltigkeit, Stoffflüsse und Umweltwirkungen der Landwirtschaft bewerten und Verbesserungsmöglichkeiten aufzeigen
- Schwerpunkt: Wirtschaftliche und artgerechte Nutztierhaltung
  - SFF: Multifunktionale Graslandnutzung und Viehhaltung optimieren und aufeinander abstimmen
  - SFF: Tiergesundheit durch wirkungsvolle, präventive Massnahmen in Tierhaltungssystemen fördern
  - SFF: Nachhaltige Tierzucht für eine standortangepasste tierische Produktion einsetzen
  - SFF: Mehrwert durch Digitalisierung und datenbasierte Entscheidungen schaffen
  - SFF: Wettbewerbskraft und Nachhaltigkeit von Betriebs- und Marktstrukturen aufzeigen
  - SFF: Nachhaltigkeit, Stoffflüsse und Umweltwirkungen der Landwirtschaft bewerten und Verbesserungsmöglichkeiten aufzeigen
- Schwerpunkt: Nachhaltige und gesunde Ernährung
  - SFF: Mikrobiome für die Land- und Ernährungswirtschaft erforschen, verstehen und nutzbar machen
  - SFF: Für sichere Lebensmittel mikrobielle Risiken und Antibiotikaresistenz senken
  - SFF: Qualitätsmerkmale und Produktinnovation von Lebensmitteln fördern
  - SFF: Nachhaltigkeit, Stoffflüsse und Umweltwirkungen der Landwirtschaft bewerten und Verbesserungsmöglichkeiten aufzeigen
- Schwerpunkt: Wettbewerbsfähige Produktion von Lebensmitteln
  - SFF: Mehrwert durch Digitalisierung und datenbasierte Entscheidungen schaffen
  - SFF: Wettbewerbskraft und Nachhaltigkeit von Betriebs- und Marktstrukturen aufzeigen

Schweizer Nationalgestüt SNG

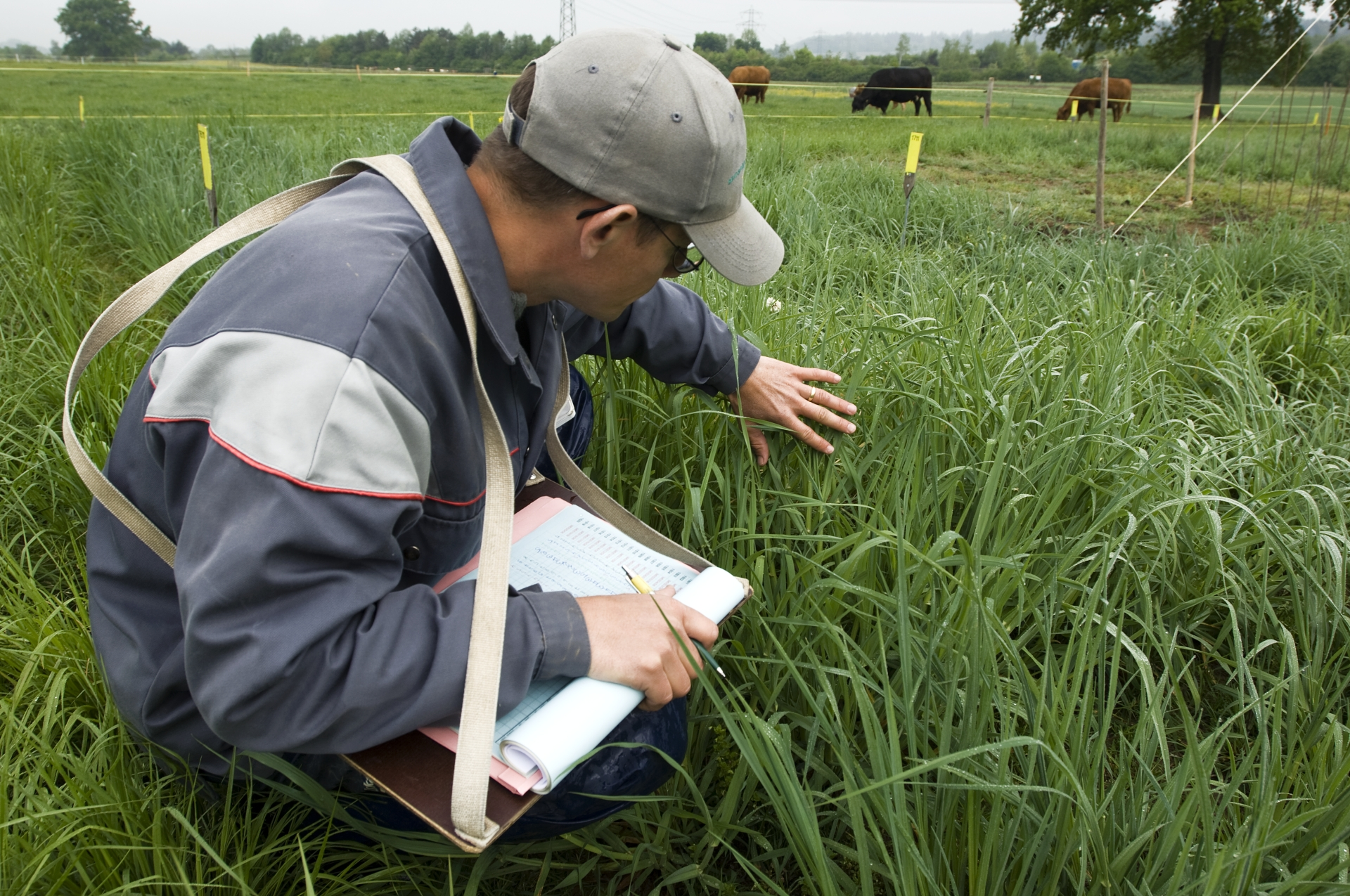
Ein Forscher von Agroscope sammelt Daten im Feld.

Blühende Korn- und Mohnblumen am Feldrand, Symbol für Biodiversit

Für das Schweizer Nationalgestüt in Avenches wurden zwei Schwerpunkte gesetzt:
- Tätigkeit 1: Biodiversität und Ausbildung: Das Gestüt unterstützt und fördert die nachhaltige, wettbewerbsfähige und tiergerechte Pferdehaltung unter Berücksichtigung der übrigen Zielsetzungen der Agrarpolitik. Als Kompetenzzentrum für das Pferd unterstützt es alle Akteure der Pferdebranche bei der Erarbeitung von Lösungen gegenwärtiger und zukünftiger Probleme und stellt ihnen seine Infrastruktur, seine Zuchttiere und sein Fachwissen zur Verfügung.[8]

- Tätigkeit  2: Pferdeforschung und Reproduktion: Das Schweizerische Nationalgestüt unterstützt landesweit eine nachhaltige, wettbewerbsfähige und artgerechte Pferdehaltung und -zucht, die auch den übrigen Zielsetzungen der Agrarpolitik entspricht. So führen die Spezialisten des Schweizerischen Nationalgestüts (Ethologen, Tierärzte, Agronomen etc.) zahlreiche Forschungsprojekte in den Bereichen Wohlbefinden und Verhalten, Gesundheitsprävention, Reproduktion und Genetik durch. Dabei arbeiten sie eng vernetzt mit der Pferdebranche und Forschungsinstitutionen aus dem In- und Ausland.[9]

## Agroscope-Rat
Agroscope ist dem Bundesamt für Landwirtschaft angegliedert. Der Agroscope-Rat nimmt die Verantwortung für die strategische Ausrichtung wahr. Folgende Personen sind im Agroscope-Rat vertreten (Stand: April 2025)
| - Christian Hofer (Präsident), Direktor des Bundesamtes für Landwirtschaft (BLW) - Eva Reinhard, Leiterin Agroscope - Daniel Etter, Winzer und Selbsteinkelterer mit eigenem Betrieb, Geschäftsführer Vitival, Sekretär der Union der Walliser Selbsteinkelterer, Mitglied und Sekretär der Vereinigung der Walliser Traubenproduzenten, Mitglied des Schweizerischen Weinbauernverbands - Fritz Glauser, Landwirt, seit 2006 im Freiburger Grossen Rat; Präsident des Schweizerischen Getreideproduzentenverbandes (SGPV) und von swiss granum; Verwaltungsratsmitglied der Aktiengesellschaften Agrosolution und Agrimmo; Vorstandsmitglied der Genossenschaft Landi Chénens - Tanja Müller-Studhalter, Bäuerin; Verwaltungsrätin Anicom AG; Präsidentin Regionalausschuss Anicom Zentralschweiz; Verwaltungsrätin Landi Luzern West - Martin Reist, Leiter Abteilung Tierschutz und Mitglied der Geschäftsleitung am Bundesamt für Lebensmittelsicherheit und Veterinärwesen BLV | - Gabriele Schachermayr, Vizedirektorin des Bundesamtes für Landwirtschaft BLW - Daniel Vetterli, Meisterlandwirt, Lehrlingsausbildner, Vorstandsmitglied Verband Thurgauer Landwirtschaft, Präsident Thurgauer Milchproduzenten, Grossrat Kanton Thurgau - Franziska Vivica Schwarz, Vizedirektorin des Bundesamtes für Umwelt BAFU - Achim Walter, Professor für Kulturpflanzenwissenschaften am Institut für Agrarwissenschaft des Departements für Umweltsystemwissenschaften an der ETH Zürich - Ute Seeling, Direktorin der Hochschule für Agrar-, Forst- und Lebensmittelwissenschaften BFH-HAFL - Jürn Sanders, Wissenschaftler, Vorsitzender der Geschäftsleitung des Forschungsinstituts für biologischen Landbau FiBL |

## Sonstiges
Mit dem DOK-Versuch startete das Forschungsinstitut für biologischen Landbau (FiBL) zusammen mit Agroscope im Jahr 1978 einen heute noch existierenden Langzeitversuch, welcher die Anbausysteme biologisch-dynamisch, organisch-biologisch und konventionell erstmals mit wissenschaftlichen Methoden vergleicht. 2015 wurde das Nationale Bioforschungsforum (NBFF) von Bio Suisse, dem FiBL und Agroscope gegründet.

## Personalbestand ab 2007
| Jahr | Vollzeitstellen |
| ---- | --------------- |
| 2007 | 700             |
| 2008 | 694             |
| 2009 | 693             |
| 2010 | 717             |
| 2011 | 706             |
| 2012 | 707             |
| 2013 | 706             |
| 2014 | 722             |
| 2015 | 718             |
| 2016 | 813             |
| 2017 | 715             |
| 2018 | 700             |
| 2019 | 712             |
| 2020 | 735             |
| 2021 | 755             |
| 2022 | 774             |
| 2023 | 771             |
| 2024 | 768             |